# Chris Cuomo
Christopher Charles Cuomo (Queens, Nueva York, 9 de agosto de 1970) es un presentador de televisión estadounidense, conocido por haber trabajado para la cadena de noticias CNN, en la actualidad, trabaja en el canal NewsNation, propiedad del Nexstar Media Group, desde el 3 de octubre del 2022.

## Familia y estudios
Es hijo de Mario Cuomo, gobernador de Nueva York desde 1983 hasta 1994 y hermano de Andrew Cuomo, gobernador de Nueva York desde 2011 hasta 2021.
Cuomo es un abogado con licencia. Asistió a la Academia Albany, recibió su licenciatura en la Universidad de Yale y su doctorado en la Universidad de Fordham.
Reside en Nueva York con su esposa, Cristina y sus hijos pequeños, Bella, Mario y Carolina Regina.

## Carrera

### ABC (1999-2013)
Chris Cuomo se unió a ABC News en 1999. Desde entonces, se desempeñó como corresponsal y se encargó de presentar en la revista noticiosa de ABC Primetime y en 2006, se convirtió en el presentador de las noticias de Good Morning America. Fue ascendido a 20/20 el 10 de diciembre de 2009.

### CNN (2013-2021)
En febrero de 2013 se cambió a la cadena de noticias CNN para presentar su programa matinal New Day. En marzo de 2018, Cuomo pasó al horario estelar con su programa Cuomo Prime Time.
Ha presentado numerosos documentales premiados en horario estelar sobre diversos problemas sociales, tales como el uso de drogas entre adolescentes, la política de medicamentos de receta, la justicia de menores, paternidad, y la violencia de las pandillas. Ha hecho trabajos importantes que sirven como fuente para el periodismo de investigación con la serie "Obteniendo Respuestas" , que se ocupa de seguro de salud y las cuestiones financieras, y también con "Los estadounidenses de Cuomo", destacando los que van más allá para ayudar a los demás a través de estos difíciles tiempos económicos.
Fue galardonado con más de una docena de premios de periodismo, incluyendo 6 premios Emmy nacional.
El 30 de noviembre de 2021, fue suspendido de CNN, debido a que habría ayudado a su hermano el exgobernador del estado de Nueva York, Andrew Cuomo, en su defensa por investigaciones sobre conducta sexual inapropiada. El 4 de diciembre de 2021, se anunció su despido de la cadena de noticias, luego que se concluyera que había violado el código de ética y de imparcialidad del canal por ayudar a su hermano.

### NewsNation (2022-presente)
El 26 de julio de 2022, durante una entrevista con Dan Abrams en NewsNation, Cuomo anunció que ese mismo año presentaría un nuevo programa en horario estelar en el canal propiedad de Nexstar Media Group.
El nuevo espacio, Cuomo, se estrenó el 3 de octubre de 2022. Durante el estreno, Cuomo declaró que había "aprendido lecciones buenas y malas" desde que lo despidieron de CNN, y que su nuevo programa no sería "típico" y ( como con el resto de la programación de NewsNation) apuntan a ser más neutrales y menos partidistas en sus comentarios y contenido, argumentando que "los extremos no son la mayoría de Estados Unidos" y que "en política lo que ignoras a menudo lo empoderas. Y la derecha ha hecho una error en su silencio durante demasiado tiempo. Nuestra elección no fue robada. Sus líderes republicanos lo saben", y de la cual ya se ha ganado ya sus primeros detractores como de la periodista Megyn Kelly, al que califica que su espacio, es todavía demasiado partidista y parcialista.